# بیمارستان دکتر مسیح دانشوری
مرکز آموزشی، پژوهشی و درمانی سل و بیماری‌های ریوی دکتر مسیح دانشوری، در سال ۱۳۲۰ هجری قمری به همت میرزا علی‌اصغرخان امین‌السلطان در شمالی‌ترین نقطه تهران آن‌سال (شاه آباد سابق و دارآباد کنونی) و به توصیه پزشکان فرانسوی مظفرالدین‌شاه که در آن دوران به سل ریوی مبتلا شده بود، تأسیس شد. پس از درگذشت مظفرالدین شاه و در دوره پهلوی اول، این مرکز که بی استفاده مانده بود با تلاش دکتر مسیح دانشوری به آسایشگاه معلولان و مدرسه پرستاری تبدیل شد. متعاقب آن در دهه ۲۰ ساختمان‌ها و بخش‌های مختلفی در این مرکز توسط وزارت بهداری وقت و برخی اشخاص ساخته شد. در سال ۱۳۶۵ این مرکز زیر مجموعه دانشگاه علوم پزشکی شهید بهشتی قرار گرفت. در سال ۱۳۷۱ مرکز تحقیقات بیماری‌های ریوی و سل در محوطه مرکز پزشکی مسیح دانشوری تأسیس شد که در سال ۱۳۷۷ مرکز تحقیقات و بیمارستان تحت عنوان مرکز آموزشی، پژوهشی و درمانی سل و بیماری‌های ریوی مسیح دانشوری ادغام شد. پژوهشگاه سل و بیماری‌های ریوی این مرکز دارای ۹ بخش مختلف بوده و قطب علمی منتخب کشور درخصوص بیماری‌های ریوی و سل شناخته می‌شود.

## پیشینه

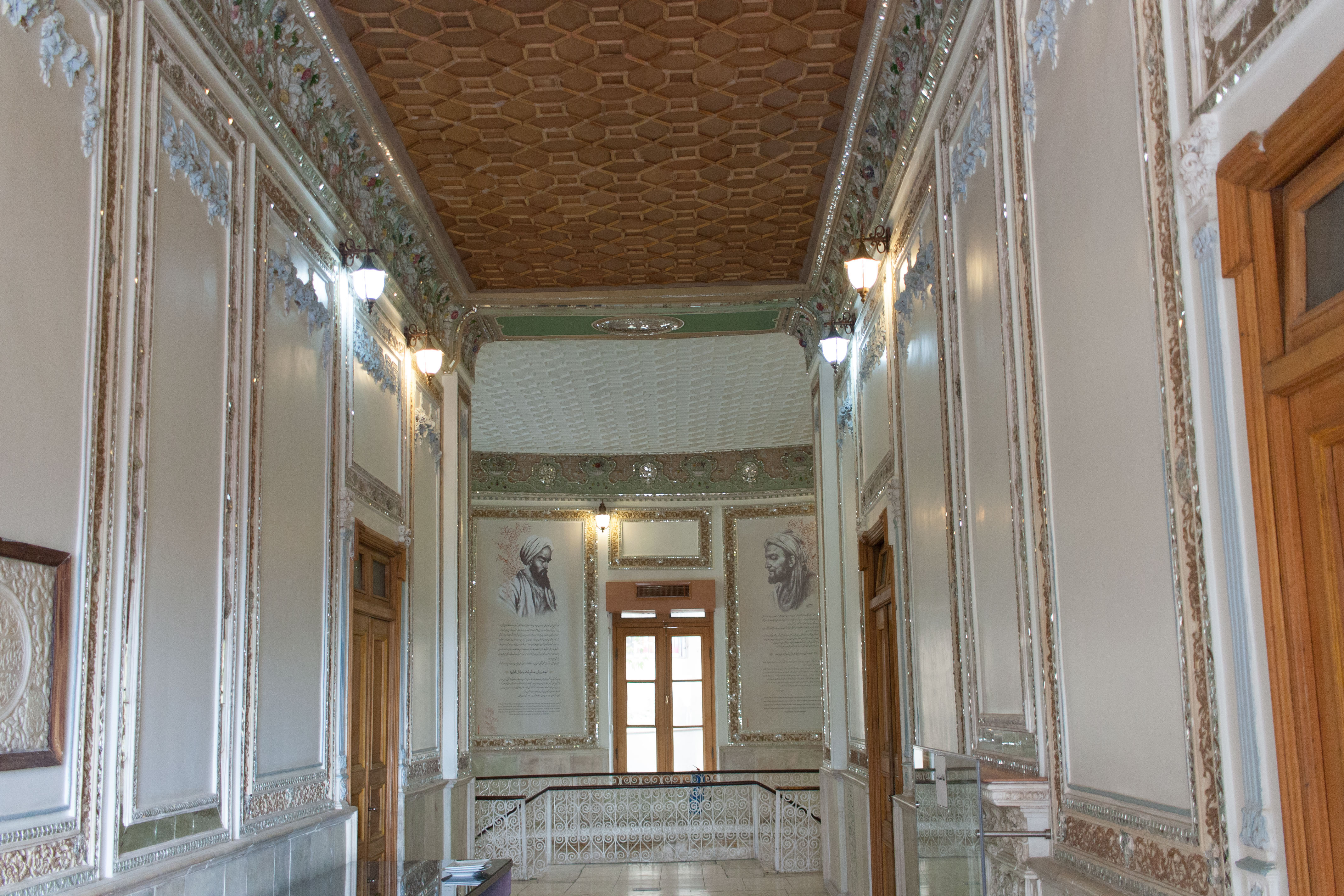
نمای درونی کاخ مظفری دارآباد که هم‌اکنون مرکز تحقیقات بیماری‌های ریوی در آن مستقر است.

مظفر الدین شاه که در زمان ولایتعهدی خود در تبریز اقامت داشت به بیماری سل مبتلا بود. با توجه به اینکه در آن زمان دارویی برای سل وجود نداشت پزشکان فرانسوی توصیه کردند تا ولیعهد در مکانی خوش آب و هوا سکونت نماید. پس از بررسی نقاط مختلف تهران قریه دارآباد برای اسکان مظفرالدین شاه انتخاب شد. «علی اصغر خان اتابک اعظم» در سال ۱۳۱۹ ه-ق مطابق با ۱۲۷۳ خورشیدی باغ بزرگی را در قریه دارآباد به مساحت ۲۶۰ هزار متر مربع خریداری کرد. به دستور «محمود خان حکیم الملک»، وزیر دربار عمارتی در آن بنا شد و به کاخ شاه‌آباد یا همان کاخ مظفری دارآباد معروف گشت.
پس از فوت مظفرالدین شاه به تدریج این مرکز به آسایشگاهی برای بیماران مسلول تبدیل شد و بعدها پس از تغییر حکومت این زمین و ساختمان کاخ بدون استفاده مانده بود تا اینکه دکتر مسیح دانشوری در سال ۱۳۱۰ خورشیدی یک مدرسه پرستاری در آن احداث کرد و متعاقب این اقدام در دهه بیست ساختمان‌های متعددی توسط وزارت بهداری وقت، بعضی موسسات دیگر (بانک ملی ایران، شرکت دارایی وقت و…) و اشخاص خیر در محوطه بنا شد (از جمله ساختمانی قدیمی که به ساختمان «فخرالدوله» مشهور است و توسط «بانو فخرالدوله» دختر مظفرالدین شاه احداث شده است ایشان بانویی خیر بود و آسایشگاه کهریزک توسط وی احداث گردید). همچنین ساختمان بخش‌های بیماران مسلول توسط مهندسان آلمانی با معماری خاص طراحی و به شکل بال خمیده ساخته شد.

سخنرانی مسیح دانشوری در افتتاح بیمارستان مسیح دانشوری ۲۶ مرداد ۱۳۱۶ خورشیدی

مسیح دانشوری متولد ۱۲۷۸ در نیشابور اولین پزشک متخصص ریه ایران بود. پدرش ملقب به «حافظ الصحه مجدالحکماء» و در زمان خود پزشک (طبیب) کاردانی بوده است. مسیح تحصیلات ابتدایی را در ترشیز (نام قبلی کاشمر) و سپس جهت ادامه تحصیل به مشهد رفت. پس از مدتی به مدرسه فرانسوی «سن لوئی» تهران اعزام و به رشته پزشکی علاقه‌مند شد و در سال۱۳۰۲ جهت تحصیل در رشته طب به فرانسه رفت و در رشته بیماریهای ریوی و سل فارغ‌التحصیل شد و پس از مدتی در سال ۱۳۱۶ آسایشگاه سل شاه آباد را در محل کنونی بیمارستان مسیح دانشوری بنیان گذاشت. دکتر مسیحِ دانشوری در سال ۱۳۴۷ در تهران درگذشت.
سال‌ها بعد(۱۳۷۱ه‍.خ) علی اکبر ولایتی با همراهی چند تن از استادان پزشکی (مسجدی، طباطبایی، حسنتاش و بهادری) مرکزِ تحقیقات سل و بیماری‌های ریوی که در محوطهٔ فیزیکی این مرکز پزشکی قرار دارد را تأسیس نمودند و در سال ۱۳۷۷ با ادغام این مرکز با بیمارستان مسیح دانشوری، «مرکز آموزشی، پژوهشی و درمانیِ سل و بیماری‌های ریویِ دکتر مسیح دانشوری»، پایه‌گذاری شد. ۹ مرکز تحقیقاتی در کنار امور درمان بیماران با عنوان «پژوهشکده دکتر مسیح دانشوری» شناخته می‌شود. مرکز همکاریهای آموزشی منطقه مدیترانه شرقی سازمان بهداشت جهانی، دبیرخانه منطقه خاورمیانه اتحادیه بین‌المللی مبارزه با سل و بیماری‌های ریوی، مرکز مرجع برنامه آموزشی و تحقیقاتی سل و عضو شبکه بیماریهای ریوی وزارت بهداشت درمان و آموزش پزشکی فعالیت دارد.

### شیوعکروناویروس در ایران و مقابله با آن

بخش اورژانس بیماران کرونایی بیمارستان مسیح دانشوری هنگام شیوع بیماری

بیمارستان مسیح دانشوری بر حسب تخصص و توانمندی‌های عملیاتی از ابتدای ورود کرونا ویروس به ایران در صف اول مقابله با آن قرار داشت. در تاریخ ۵ اسفند ۱۳۹۸ علی‌اکبر ولایتی، رئیس این بیمارستان در جلسه خبری برگزار شده در محل بیمارستان شمار بیماران مشکوک به کرونا در این بیمارستان را ۱۰۴ نفر اعلام کرد. همچنین در این جلسه وی از مبتلا شدن دو تن از اعضای کادر پزشکی این بیمارستان به کرونا پرده برداشت.

## دامنه فعالیتها
فعالیتهایِ پژوهشکده به سه دسته تقسیم می‌گردد:

### آموزش
- آموزش دستیاران فوق تخصصی، تخصصی، کارورزان و کارآموزان در زمینه تخصص‌های جراحیِ عمومی، تصویر برداری قلب، داخلی، رینولوژی، طب خواب و عفونی؛ و همچنین فوقِ تخصص بیماری‌های داخلی، ریهٔ بزرگسالان، ریهٔ اطفال، جراحیِ توراکس و مراقبت‌های ویژهٔ پزشکی، پاتولوژی و کلینیکال ایمونولوژی
- آموزش فلوشیپ در رشته‌های فلوشیپICU، رینولوژی، بیماریهای عفونی در بیماران مبتلا به نقص ایمنی، بیهوشی، توراکس، درد و سایکوسوماتیک
- برگزاری دوره‌های آموزشی در زمینهٔ تشخیص و درمانِ سل و ایدز برای پزشکان، پیراپزشکان، پرستاران و آزمایشگاهیان کشورهای هم‌جوار ایران مانند عراق، افغانستان، سوریه، امارات، تاجیکستان و آذربایجان
- فعالیت‌های آموزشی در خصوص مدیریت و درمان سلِ مقاوم به درمان، تلفیق برنامهٔ سل و ایدز، مِتدهای تشخیص آزمایشگاهی سل و ایدز، رادیولوژی قفسهٔ سینه
- همکاری با سازمانِ جهانیِ بهداشت، KNC هلند، بانک اسلامی(IDB بایگانی‌شده  در ۲۷ آوریل ۲۰۱۶ توسط Wayback Machine) وجایکا (JAICA)، در حوزهٔ آموزشِ سل در منطقهٔ مدیترانهٔ شرقی

### پژوهش
مراکز تحقیقاتی فعال، شامل:
1. مرکز تحقیقات مایکو باکتریولوژی
2. مرکز تحقیقات سل بالینی و اپیدمیولوژی
3. مرکز تحقیقات ویروس‌شناسی
4. مرکز تحقیقات بیماری‌های تنفسی اطفال
5. مرکز تحقیقات بیماری‌های مزمن تنفسی
6. مرکز تحقیقات بیماری‌های نای
7. مرکز تحقیقات پیوندِ ریه
8. مرکز تحقیقات پزشکی از راهِ دور
9. مرکز تحقیقات پیشگیری و کنترل دخانیات

- انجام پیوند نای به مری بر روی مدلِ حیوانی در سال ۱۳۹۰ و کسبِ جایزهٔ بهترین نوآوری بخش جراحی توراکس از انجمن اروپایی جراحی توراکس
- ثبتِ ژنهای جدید مایکو باکتریولوژی در NBCI
- انجامِ اولین پیوندِ آزمایشگاهی نای در جهان
- کشفِ ژنِ جدید در HPV

#### نشریات

##### علمی پژوهشی
1. مجله تنفس(به زبان انگلیسی)
2. مجله International journall of mycobacteriology (به زبان انگلیسی) بایگانی‌شده  در ۹ سپتامبر ۲۰۱۰ توسط Wayback Machine
3. مجله Archives of Critical Care Medicine (به زبان انگلیسی)
4. مجله نفس بایگانی‌شده  در ۲۶ فوریه ۲۰۲۰ توسط Wayback Machine

##### علمی ترویجی
- پیشگیری و کنترل دخانیات
- میکروب‌شناسی سل
- مرکز همکار سازمان جهانی بهداشت در کنترل و پیشگیری از مصرف دخانیات و آموزش سل
- آزمایشگاه مرجع سل کشور، پاپیلومای کشوری، مرجع آنفلوانزای استان البرز و آزمایشگاه فوق تخصصی ایمونولوژی بالغان
- ثبت اختراع مهندسیِ بافت و نای مصنوعی، ساخت شبه ویروس جهت انتقال دارو و ژن به شکلی هدفمند، ساخت نانو پارتیکل میله‌ای طلا بدون استفاده از ناقل سمی (اسیدهای کربوکسیلیک) و کاربرد آن در MRI، استفاده از ساختارهای پلی‌اتیلنی و تولید نانوذرهٔ طلا و گرافین جهت درمانِ سلول‌های SCC ریه و همچنین تولید نانو ذرهٔ طلا با استفاده از کلاژن جهت کشف سلول‌های سرطانی

### درمان

#### درمان و امکانات درمانی

##### بخشها

###### درمانگاه‌های صبح
شامل ۲۶ درمانگاه: ریه. عفونی. جراحی. اطفال وcf. آنکولوژی.ENT. نفرولوژی. ترک سیگار. بازتوانی ریه و تهویه غیر تهاجمی. درد. پوست و مو. قلب. بعد از پیوند. روان‌شناسی. بیهوشی. پزشک خانواده. بیماری‌های داخلی. گوارش. غدد. آلرژی و نقص ایمنی. ایمونوتراپی. طب فیزیکی و توانبخشی. روماتولوژی. بدو استخدام. ILD. عصبی عضلانی عوارض ریوی.

###### کلینیکهای ویژه عصر
شامل ۲۴ کلینیک: فوق تخصص تنفس. عفونی. پیوند ریه. اعصاب و روان. تغذیه. طب کار. آلرژی. اطفال. پوست و مو. جراحی قلب. جراحی توراکس. جراحی. PPH. قلب. گوش و حلق و بینی. تست خواب. کاهش آسیب. باز توانی ریه و آسم ورزشی. غدد. نفرولوژی. آسیب‌های عضلانی و اسکلتی. روان‌شناسی پیوند. بیماری‌های داخلی. بازتوانی قلب.

###### پارا کلینیکها
شامل ۱۳ پاراکلینیک: آزمایشگاه آلرژی و ایمونولوژی مرجع دانشگاهی. آزمایشگاه بالینی. آزمایشگاه مرجع پاپیلومای کشوری، مرجع منطقه ای آنفلوانزا (مرکز تحقیقات ویرولوژی). آزمایشگاه پاتولوژی. آزمایشگاه تست خواب. آزمایشگاه تنفس. آزمایشگاه مرجع سل کشوری (مرکز تحقیقات مایکو باکتریولوژی). آزمایشگاه مولکولارپاتولوژیPCR. اودیومتری. تصویربرداری هسته ای PET CT. دندان پزشکی. رادیولوژی، سی تی اسکن. فیزیوتراپی و بازتوانی ریه.
کنگره بین الملی بیماریهای ریوی، مراقبت‌های ویژه و سل
نهمین کنگره بین الملی بیماریهای ریوی، مراقبت‌های ویژه و سل توسط مرکز پزشکی دکتر مسیح دانشوری ۲۳–۲۰ مهر ماه ۱۳۹۸ با مشارکت انجمن ریه اروپا، ترکیه و فرانسه در سالن همایش‌های بیمارستان فرهیختگان برگزار شد. در همین راستا مستند این کنگره به کارگردانی سید محمد قاسمیان ساخته و در کنگره به نمایش درآمد.

##### برخی فعالیتهای درمانی خاص
1. مرکز ریفرال برای بیماری‌های ریوی کشور و مرکز ریفرال برای بیماری سل، با ارائه خدمات درمانی در قالب طرح تحول سلامت
2. درمان با روش‌های جراحی و غیر جراحی ۲۲۰۰ بیمار تنگی نای
3. ۵۹ مورد پیوند دو ریه، ۳۹ مورد پیوند یک ریه، ۱۸۰ مورد پیوند قلب، ۱۰۱ مورد پیوند ریه، ۲ مورد ریه مجدد، پیوند قلب و ریهٔ هم‌زمان، پیوند قلب و کلیهٔ هم‌زمان با همکاری تیمِ پیوندِ کلیهٔ بیمارستان طالقانی (تهران) در سال ۱۳۹۰ و پیوند ریهٔ مجدد
4. پیوند قلب مصنوعی بر روی بیمار دچار نارسایی شدید قلبی
5. انجام مانیتورینگ تهاجمی قلب
6. دارای سامانه تصویربرداری PET-CT (بخش تصویر برداری فردوس) و نیز سامانه سیکلوترون جهتِ امکان تصویربرداری با تزریقِ رادیودارو، کاهش زمان اسکن، ارایهٔ تصاویر با کیفیت بالا و تشعشع طبق استانداردهای بین‌المللی
7. استفاده از فناوری نوینِ پزشکی اکسیژناسیون غشایی برون پیکری(ECMO) برای بیماران قلبی- ریوی[۷]